# Bill MacMillan
William Stewart "Bill" (eller "Billy") MacMillan, född 7 mars 1943 i Charlottetown, Prince Edward Island, död 15 juli 2023 i Charlottetown, Prince Edward Island, var en kanadensisk ishockeyspelare och senare tränare inom samma sport.
MacMillan blev olympisk bronsmedaljör i ishockey vid vinterspelen 1968 i Grenoble.